# Blue Origin
Blue Origin je americká soukromá společnost, výrobce letecké techniky a poskytovatel letů do vesmíru. Společnost založil Jeff Bezos, zakladatel obchodu Amazon.com. Firma sídlí v Kentu ve státě Washington. Společnost vyvíjí technologie, pomocí kterých chce snížit náklady a zvýšit spolehlivost cest do vesmíru a tím vesmír zpřístupnit většímu množství lidí. Blue Origin postupuje tak, že nejdříve testuje suborbitální lety, od kterých plánuje přejít k orbitálním a každým dalším krokem navazovat na předchozí zkušenosti. Mottem společnosti je „Gradatim Ferociter“. Blue Origin vyvíjí celou řadu technologií se zaměřením na vertikální raketový vzlet a vertikální přistání suborbitální nebo orbitální rakety. Jméno společnosti odkazuje na modrou planetu, Zemi, jako místo původu.
Zpočátku se společnost zaměřuje na suborbitální lety do vesmíru, společnost sestrojila suborbitální raketu New Shepard v Culberson County v Texasu. První zkušební let rakety New Shepard byl uskutečněn 29. dubna 2015. Let byl nepilotovaný a dosáhl plánované výšky více než 93,5 km a dosáhl maximální rychlosti 3675 km/h. Druhý nepilotovaný let byl proveden 23. listopadu 2015. Raketa se dostala nad 100 km a kapsle pro posádku i raketový stupeň měkce přistály. Dne 22. ledna 2016 proběhl let už použitého stupně, prokazující opětovné použití. Tentokrát New Shepard dosáhl apogea 101,7 km, načež se kapsle a raketový stupeň vrátily na Zemi pro opětovné použití. 2. dubna a 19. června 2016 letěl stejný New Shepard a absolvoval tím třetí a čtvrtý let. Při každém z nich došlo k překročení výšky 100 km, načež raketa měkce přistála. První pilotované zkušební lety jsou plánovány na rok 2017 a zahájení komerčního provozu na rok 2018.
V roce 2014 Blue Origin přešla k podnikání ve vesmírných technologiích. Má smluvní dohodu na konstrukci nového velkého raketového motoru BE-4 pro United Launch Alliance (ULA). ULA také zvažuje použití menšího motoru BE-3 od Blue Origin (který je aktuálně používán na raketě New Shepard) v novém horním stupni, který by měl být použit v druhé etapě vývoje aktuálně plánované rakety Vulcan v roce 2020. První orbitální lety Vulcanu jsou plánovány na rok 2021 s existujícím druhým stupněm Centaur. ULA aktuálně zvažuje tři motory od různých výrobců pro nový druhý stupeň, který by měl začít létat v roce 2023.
V září 2015 Blue Origin oznámila plány na výrobu a provozování vlastní orbitální rakety.

## Historie
Blue Origin založil Jeff Bezos, který byl fascinován vesmírem už od mala. V profilu zveřejněném v roce 2013 byl publikován rozhovor z Miami Herald, ve kterém osmnáctiletý Bezos už v roce 1982 říká, že chce:
„...vybudovat vesmírné hotely, zábavní parky a kolonie pro 2 nebo 3 miliony lidí, kteří by byli na oběžné dráze. Myšlenkou je zachovat Zemi, řekl deníku .... Cílem bylo, aby bylo možné evakuovat lidi. Z planety by se stal park“.
Od založení firmy o svých plánech moc nehovoří. Společnost byla oficiálně založena v roce 2000, ale informace o její existenci se dostaly na veřejnost až v roce 2003, kdy Bezos začal kupovat pozemky.
V lednu 2005 Bezos řekl redaktoru novin Van Horn Advocate, že Blue Origin vyvíjí suborbitální raketu, která by vzlétla a přistála vertikálně a mohla by nést tři nebo více astronautů na okraj vesmíru. Kosmická loď by měla být založena na technologii používané pro McDonnell Douglas DC-X a odvozený DC-XA. Bezos řekl agentuře Reuters v listopadu 2004, že jeho společnost doufá, v pokrok vedoucí k orbitálnímu kosmickému letu. V lednu 2005 společnost na internetových stránkách oznamovala, že doufá ve vytvoření „trvalé lidské přítomnosti ve vesmíru“, ale verze z roku 2007 oznamovala místo toho „trpělivě a krok za krokem, snížit náklady na lety do vesmíru tak, aby si je mohlo dovolit více lidí, a abychom tak my, lidé, mohli lépe pokračovat ve zkoumání sluneční soustavy“. Sci-fi autor Neal Stephenson pracoval na částečný úvazek v Blue Origin až do 15. listopadu 2006.
Od roku 2006 Blue Origin jednala o plánech použít New Shepard pro komerční suborbitální turistické služby v roce 2010 s lety asi jednou za týden.[nedostupný zdroj] V harmonogramu uveřejněném v roce 2008 je uvedeno, že Blue Origin provede lety bez posádky v roce 2011, a s posádkou v roce 2012. K této události, prvnímu zkušebnímu nepilotovanému letu rakety New Shepard došlo nakonec dne 29. dubna 2015. Nepilotovaný stroj podle plánu vyletěl do výšky více než 93,5 kilometru a dosáhl maximální rychlosti Mach 3. Další zkušební lety nadále probíhají. Pokud všechny zkušební lety proběhnou tak, jak bylo naplánováno, Blue Origin začne s dopravou cestujících na okraj vesmíru pomocí rakety New Shepard v roce 2018.
K červenci 2014 investoval Bezos do Blue Origin přes 500 milionů dolarů .
V září 2014 společnost uzavřela partnerství s United Launch Alliance (ULA). Blue Origin bude pro ULA vyrábět velké raketové motory BE-4 pro nástupce Atlasu V, kterým by měla být raketa Vulcan. V oznámení Blue Origin dodala, že na motoru pracovala tři roky před veřejným oznámením, a že první let by mohl přijít už v roce 2019.
V dubnu 2015 Blue Origin oznámila, že dokončila přejímací zkoušky motoru BE-3, který bude pohánět New Shepard.
V červenci 2013 společnost zaměstnávala přibližně 250 lidí. V květnu 2015 se počet zvýšil na přibližně 400 zaměstnanců, z toho 350 pracuje ve strojírenství, výrobních a obchodních operacích v Kentu a asi 50 v Texasu na zkouškách motoru a testu suborbitálního letu.
V září 2015 Blue Origin oznámila podrobnosti o nejmenované plánované orbitální raketě, což naznačuje, že první stupeň bude poháněn motorem BE-4, který je v současné době ve vývoji, zatímco druhý stupeň by mohl být poháněn nedávno dokončeným motorem BE-3.
23. listopadu 2015 odstartovala raketa New Shepard do vesmíru do výšky 100,5 km. Raketový stupeň přistál vertikálně motoricky méně než 1,5 metru od středu přistávací plochy. Kapsle sestoupila na zem pomocí padáků 11 minut po oddělení od rakety. Je to poprvé, co raketový stupeň letěl do vesmíru a vrátil se na Zem. Je to označováno za významný krok ve snaze o plně znovupoužitelnou raketu. 22. ledna 2016 Blue Origin vypustila už jednou použitý stupeň podruhé, a tím prokázala znovupoužitelnost. Tentokrát New Shepard dosáhl apogea 101,7 km, načež se kapsle i raketový stupeň vrátili zpět na zem pro další použití. Dne 2. dubna 2016 stejný New Shepard letěl znovu, tedy potřetí, a dosáhl výšky 103.8 km, poté úspěšně přistál.
Dne 12. září 2016 Blue Origin oznámila, že se jejich orbitální raketa bude jmenovat New Glenn, na počest prvního amerického astronauta, který obletěl Zemi, Johna Glenna, a že první stupeň o průměru 7 metrů bude pohánět sedm motorů BE-4. První stupeň má přistávat stejně jako New Shepard.
První let se konal 16. ledna 2025.
V době oznámení rakety New Glenn vyplynulo, že další projekt má být New Armstrong, nebyly však uvedeny žádné detaily.

## Sídla
Blue Origin má vývojové zařízení v blízkosti Seattlu ve státě Washington a provozní odpalovací zařízení v Západním Texasu. Blue Origin připravuje novou základnu na Mysu Canaveral Air Force Station.

## Rakety

### Raná zařízení pro testy v nízkých výškách

#### Charon
První testovací raketa od Blue Origin nazývána Charon byla poháněna čtyřmi motory Rolls-Royce Viper Mk. 301, což byly proudové motory. Zařízení létající do malé výšky bylo vyvinuto k testování autonomního řízení a technologií, které by se daly použít na novější raketě. Charon absolvoval jediný zkušební let, 5. března 2005 v Moses Lake, ve státě Washington. Let byl do nadmořské výšky 96 metrů, načež se zařízení vrátilo k přistání v blízkosti bodu startu.
Charon je v současné době k vidění v Museu letectví v Seattlu, ve Washingtonu.

#### Goddard
Další testovací zařízení, nazyvané Goddard (také známo jako PM1), poprvé vzlétlo 13. listopadu 2006. Let byl úspěšný. Druhý zkušební let, plánovaný na 2. prosince, nikdy neproběhl.

### New Shepard
Systém New Shepard pro suborbitální lety do vesmíru se skládá ze dvou částí. Z kabiny pro posádku tří, nebo více astronautů a raketového stupně. Obě části vzlétnou pohromadě a oddělí se během letu. Po oddělení raketový stupeň motoricky přistane, zatímco kabina s posádkou se po vlastní dráze vrací na padácích. Obě části jsou navržené tak, aby je bylo možné opakovaně použít. New Shepard je ovládaný výhradně palubním počítačem. Kromě dopravy astronautů je možné New Shepard použít i pro experimenty v suborbitálním prostoru.

### New Glenn
New Glenn je raketa o průměru 7 metrů, tvořena dvěma nebo třemi stupni. Jedná se už o orbitální raketu, jejíž první start se uskutečnil v roce 2025. Projekční práce začaly v roce 2012. Veřejně oznámena byla v září 2016.
První stupeň je poháněn sedmi motory BE-4. První stupeň má být znovupoužitelný stejně jako New Shepard. Druhý (dříve i třetí) stupeň mají být jen na jedno použití.

### Zkušební lety
| Datum              | Raketa                    | Poznámky |
| ------------------ | ------------------------- | --- |
| 5. března 2005     | Charon                    | Dosažena výška 96 m |
| 13. listopadu 2006 | Goddard                   | První raketový zkušební let |
| 22. března 2007    | Goddard                   | |
| 19. dubna 2007     | Goddard                   | |
| 6. května 2011     | PM2                       | |
| 24. srpna 2011     | PM2                       | Selhání, ztráta stroje |
| 19. října 2012     | New Shepard, pouze kabina | Zkušební let s testem záchranného modulu |
| 29. dubna 2015     | New Shepard 1             | Úspěšný atmosférický let do výšky 93,5 km, kabina přistála, raketový stupeň při přistání havaroval                                                 |
| 23. listopadu 2015 | New Shepard 2             | Úspěšný suborbitální let do vesmíru a přistání |
| 22. ledna 2016     | New Shepard 2             | Úspěšný suborbitální let a přistání znovupoužitého stupně                                                                                          |
| 2. dubna 2016      | New Shepard 2             | Úspěšný suborbitální let a přistání znovupoužitého stupně                                                                                          |
| 19. června 2016    | New Shepard 2             | Úspěšný suborbitální let a přistání znovupoužitého stupně. Čtvrtý start a přistání stejné rakety. Test byl přenášen v živém internetovém vysílání. |
| 5. října 2016      | New Shepard 2             | Úspěšný suborbitální let a přistání znovupoužitého stupně. Pátý start a přistání stejné rakety, poslední využití tohoto exempláře.                 |
| 12. srpna 2017     | New Shepard 3             | Úspěšný suborbitální let do vesmíru a přistání |
| 29. dubna 2018     | New Shepard 3             | |
| 22. ledna 2019     | New Shepard 3             | |
| 2. května 2019     | New Shepard 3             | |
| 11. prosince 2019  | New Shepard 3             | |

## Vývoj raketových motorů

### BE-3
Blue Origin veřejně oznámila vývoj motoru BE-3 v lednu 2013, ale s vývojem motoru se začalo už brzy po roce 2010. Jedná se o nový motor poháněný kapalným vodíkem a kyslíkem (LH2/LOX). Maximální tah dosahuje 490 kN, ale může klesnout až na 110 kN, toho se využívá při vertikálním přistání.

#### BE-3U
Motor BE-3U je motor BE-3, upravený pro použití v horním stupni orbitální rakety. Motor má trysku přizpůsobenou použití ve vakuu. Protože se nepočítá s vícenásobným použitím, najdeme na něm i další rozdíly.

### BE-4
Blue Origin začala pracovat na novém a mnohem větším raketovém motoru, který má být poháněn kapalným kyslíkem a kapalným metanem. Motor má produkovat tah o síle 2400 kN a měl být používaný výhradně na raketách Blue Origin.
Na konci roku 2014 Blue Origin podepsala smlouvy s United Launch Alliance. Domluvili se na spolupráci na vývoji a na použití motoru v nové verzi Atlasu V, kde nahradí ruské motory RD-180. Nová raketa Vulcan bude používat dva motory BE-4 na prvním stupni.

### Pusher escape motor
Motor vyvinutý pro použití v záchranném systému kabiny New Shepard.